# Pachnobia stejnigeri
Pachnobia stejnigeri är en fjärilsart som beskrevs av Benjamin 1933. Pachnobia stejnigeri ingår i släktet Pachnobia och familjen nattflyn. Inga underarter finns listade i Catalogue of Life.